# Oberonia minutissima
Oberonia minutissima är en orkidéart som beskrevs av Oakes Ames. Oberonia minutissima ingår i släktet Oberonia och familjen orkidéer.
Artens utbredningsområde är Filippinerna. Inga underarter finns listade i Catalogue of Life.